# Lluvia (luchadora)
Lluvia (Ciudad de México, México, 9 de agosto de 1984) es el nombre en el ring de una luchadora profesional mexicana que actualmente trabaja para la promoción mexicana de lucha libre profesional Consejo Mundial de Lucha Libre (CMLL), donde interpreta a un personaje técnico (face). El verdadero nombre de Lluvia no es de conocimiento público, como suele ser el caso de los luchadores enmascarados en México, donde sus vidas privadas se mantienen en secreto para los fanes de la lucha libre. Lluvia es una luchadora de segunda generación, hija de Sangre Chicana.

## Vida personal
Lluvia es hija del luchador profesional Andrés Durán Reyes, más conocido bajo el nombre en el ring Sangre Chicana y hermana de Sangre Chicana Jr.. A diferencia de su padre o su hermano, Lluvia decidió trabajar como técnica mientras su padre fue uno de los rudos más famosos de la década de 1980. Es sobrina del luchador Herodes y prima del luchador del Consejo Mundial de Lucha Libre (CMLL), Herodes Jr.. Estudió psicología en una universidad antes de entrenarse para su carrera de lucha libre profesional.

## Carrera de lucha libre profesional
Lluvia fue entrenada originalmente por su padre, Sangre Chicana antes de hacer su debut en la lucha libre profesional el 30 de abril de 2008. Se convertiría en una habitual del CMLL solo unos meses después, continuando su entrenamiento de lucha libre con los entrenadores del CMLL El Satánico y Último Guerrero. CMLL decidió darle a Lluvia más exposición a principios de 2009, al reservarla en un torneo cibernético de ocho mujeres donde las ocho arriesgarían su máscara en el resultado del combate, y la última persona eliminada se vería obligada a desenmascararse según las reglas de las Luchas de Apuestas. Además de Lluvia, el combate también incluyó a La Magnífica, La Seductora, Estrella Mágica, Princesa Sujei, Atenea, Coral y Silueta. El combate se redujo a Lluvia y La Magnífica, con Lluvia ganando el combate y como su primer «trofeo» la máscara de su oponente. El 14 de junio de 2011, Lluvia recibió su primera oportunidad de competir por el Campeonato Mundial Femenil del CMLL, perdiendo ante la campeona La Amapola dos caídas a una durante un espectáculo que celebraba el 52 aniversario de la Arena Coliseo. El 6 de diciembre de 2011, durante un show del CMLL, Lluvia y Luna Mágica derrotaron a La Comandante y Zeuxis para ganar el Campeonato Mundial en Parejas de REINA, título promovido por la promoción de lucha libre japonesa Universal Woman's Pro Wrestling REINA. La victoria significó que las dos viajaron a Japón para defender los títulos a principios de 2012. El 29 de enero de 2012, Lluvia y Luna Mágica defendieron exitosamente los títulos contra Casandra y La Silueta. Cerca del final de su gira por Japón, el 24 de marzo, el equipo perdió el campeonato ante Zeuxis y Mima Shimoda.

## Campeonatos y logros
- Consejo Mundial de Lucha Libre
  - Campeonato Nacional Mexicano de Parejas Femenil (1 vez) - con La Jarochita [9]
  - Campeonato Femenil de Occidente (1 vez)
  - Campeonato Mundial Femenil en Parejas del CMLL (1 vez) – con Tessa Blanchard
  - Ganadora del Campeonato Universal Amazonas del CMLL (2022)

- Pro Wrestling Illustrated
  - Ocupa el puesto 123 de las 250 mejores luchadoras individuales en PWI Women's 250 en 2023 [10]

- Universal Woman's Pro Wrestling REINA

- - REINA World Tag Team Championship (1 vez) - con Luna Mágica [6]

## Luchas de Apuestas
| Ganadora (apuesta) | Perdedor a(apuesta)    | Ubicación            | Evento                  | Fecha              | Notas                  |
| ------------------ | ---------------------- | -------------------- | ----------------------- | ------------------ | ---------------------- |
| Lluvia (máscara)   | La Magnífica (máscara) | Guadalajara, Jalisco | Evento en vivo del CMLL | 3 de abril de 2009 | [ nota 1 ] [ 2 ] [ 4 ] |